# Serie A 1979-1980 (pallacanestro femminile)
Il campionato di Serie A di pallacanestro femminile 1979-1980 è stato il quarantanovesimo organizzato in Italia.
La formula rimane invariata: le sedici società vengono divise in due gironi da otto, con partite di andata e ritorno. Le prime quattro di ogni girone si classificano per la Poule Scudetto, le ultime quattro per la Poule Salvezza. La prima classificata vince il titolo, le ultime tre retrocedono in Serie B. Quest'anno, si rende necessario uno spareggio per l'assegnazione dello scudetto.
La Fiat Torino vince il suo quinto titolo (secondo consecutivo), dopo aver vinto il Girone A di prima fase e lo spareggio contro l'Algida Roma per la supremazia della Poule Scudetto.

## Prima fase

### Girone A
|  |    | Classifica finale 1979-1980   | Pt | G  | V  | P  | PtF  | PtS  |
|  | -- | ----------------------------- | -- | -- | -- | -- | ---- | ---- |
|  | 1. | Fiat Torino                   | 26 | 14 | 13 | 1  | 1142 | 822  |
|  | 2. | Algida Roma                   | 22 | 14 | 11 | 3  | 1185 | 930  |
|  | 3. | Geas Sesto San Giovanni       | 20 | 14 | 10 | 4  | 1138 | 957  |
|  | 4. | Pejo Brescia                  | 16 | 14 | 8  | 6  | 977  | 1035 |
|  | 5. | Omsa Faenza                   | 14 | 14 | 7  | 7  | 986  | 945  |
|  | 6. | Pescara                       | 6  | 14 | 3  | 11 | 786  | 955  |
|  | 7. | Piedone San Giovanni Valdarno | 4  | 14 | 2  | 12 | 788  | 1061 |
|  | 8. | Corvo Palermo                 | 4  | 14 | 2  | 12 | 807  | 1105 |

### Girone B
|  |    | Classifica finale 1979-1980 | Pt | G  | V  | P  | PtF  | PtS  |
|  | -- | --------------------------- | -- | -- | -- | -- | ---- | ---- |
|  | 1. | Pagnossin Treviso           | 22 | 14 | 11 | 3  | 1035 | 841  |
|  | 2. | GBC Milano                  | 22 | 14 | 11 | 3  | 830  | 719  |
|  | 3. | Accorsi Torino              | 20 | 14 | 10 | 4  | 998  | 893  |
|  | 4. | A.S. Vicenza                | 12 | 14 | 6  | 8  | 909  | 967  |
|  | 5. | UFO Schio                   | 12 | 14 | 6  | 8  | 942  | 888  |
|  | 6. | Canali Parma                | 10 | 14 | 5  | 9  | 830  | 920  |
|  | 7. | Latte Matese Caserta        | 8  | 14 | 4  | 10 | 861  | 1016 |
|  | 8. | Acqua Nocera Perugia        | 6  | 14 | 3  | 11 | 904  | 1026 |

## Seconda fase

### Poule Scudetto
|  |    | Classifica finale 1979-1980 | Pt | G  | V  | P  | PtF  | PtS  |
|  | -- | --------------------------- | -- | -- | -- | -- | ---- | ---- |
|  | 1. | Fiat Torino                 | 24 | 14 | 12 | 2  | 968  | 761  |
|  | 2. | Algida Roma                 | 24 | 14 | 12 | 2  | 1085 | 933  |
|  | 3. | Pagnossin Treviso           | 16 | 14 | 8  | 6  | 976  | 912  |
|  | 4. | GBC Milano                  | 16 | 14 | 8  | 6  | 842  | 829  |
|  | 5. | Geas Sesto San Giovanni     | 16 | 14 | 8  | 6  | 976  | 963  |
|  | 6. | Accorsi Torino              | 10 | 14 | 5  | 9  | 900  | 895  |
|  | 7. | A.S. Vicenza                | 4  | 14 | 2  | 12 | 755  | 981  |
|  | 8. | Pejo Brescia                | 2  | 14 | 1  | 13 | 840  | 1074 |

### Poule Salvezza
|  |    | Classifica finale 1979-1980   | Pt | G  | V  | P  | PtF  | PtS  |
|  | -- | ----------------------------- | -- | -- | -- | -- | ---- | ---- |
|  | 1. | UFO Schio                     | 24 | 14 | 12 | 2  | 1047 | 781  |
|  | 2. | Acqua Nocera Perugia          | 20 | 14 | 10 | 4  | 941  | 845  |
|  | 3. | Latte Matese Caserta          | 18 | 14 | 9  | 5  | 955  | 961  |
|  | 4. | Omsa Faenza                   | 14 | 14 | 7  | 7  | 936  | 932  |
|  | 5. | Canali Parma                  | 14 | 14 | 7  | 7  | 940  | 912  |
|  | 6. | Pescara                       | 12 | 14 | 6  | 8  | 918  | 890  |
|  | 7. | Piedone San Giovanni Valdarno | 8  | 14 | 4  | 10 | 940  | 1089 |
|  | 8. | Corvo Palermo                 | 2  | 14 | 1  | 13 | 853  | 1061 |

## Spareggio per il titolo
| pesaro 2 aprile 1980 | Fiat Torino | 82 – 81 | Algida Roma |  |

## Verdetti
- Campione d'Italia:  Fiat Torino
- Formazione: Silvia Daprà, Roberta Faccin, Lidia Gorlin, Orietta Grossi, Chiara Guzzonato, Giuseppina Montanari, Sandra Palombarini, Mariangela Piancastelli, Wanda Sandon, Rosanna Vergnano. Allenatore: Bruno Arrigoni.
- Retrocessioni in Serie A2: Pescara, Piedone San Giovanni Valdarno e Corvo Palermo.